# 朝阳门 (西安)
34°16′18″N 108°58′00″E / 34.27158°N 108.96656°E

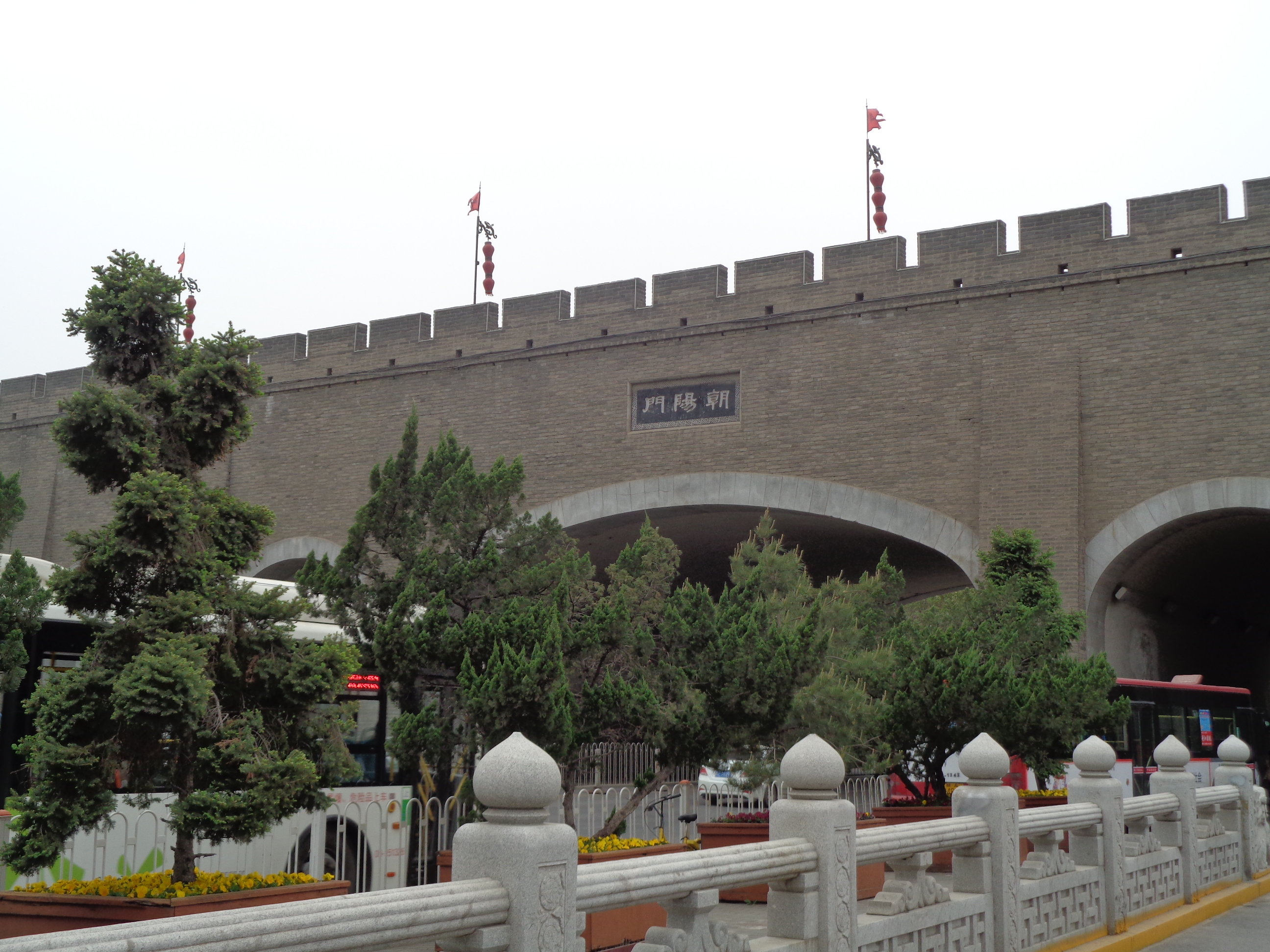
朝阳门

朝阳门，是西安城墙东侧的一座城门，位于长乐门以北，东五路东端，1939年开辟，1992年重建。因其地处城东，故取“迎着太阳升起”之意命名为“朝阳门”。

## 历史
民国28年（1939年）于崇礼路（今东五路）东端开辟防空便门。建成之初，曾拟名“东北门”或“平夷门”，未果。
1950年代，此门处形成豁口，1980年代末，决定修复豁口以建城门，同时因其地处城东，故取“迎着太阳升起”之意命名为“朝阳门”。1992年，正式修筑朝阳门，砌五券洞，中门洞宽，两侧四门洞窄。

## 地理位置
门内为东五路，门外为长乐路。